# Öçpoçmaq
L'öçpoçmaq (« triangle ») est un plat traditionnel tatar et bachkir.
C'est une pâtisserie triangulaire fourrée avec du bœuf haché, de l’oignon et des pommes de terre.
Il est consommé avec du bouillon ou du thé.